# 安娜·诺曼
安娜·诺曼（瑞典語：Anna Normann，1984年8月20日—），瑞典女子射击运动员。她曾代表瑞典参加2020年夏季残疾人奥林匹克运动会射击比赛，获得50米步枪卧射SH1级银牌。